# Tom Portsmouth
Tom Portsmouth (19 december 2001) is een Brits wielrenner die in 2024 prof werd bij Bingoal WB.

## Carrière
In 2023 nam Portsmouth deel aan onder meer de Olympia's Tour, de Ronde van Sicilië en de beloftenversie van Parijs-Tours.
In 2024 werd Portsmouth prof bij Bingoal WB, dat hem na één seizoen overhevelde vanuit hun opleidingsploeg. Zijn eerste wedstrijdkilometers van het jaar maakte hij in de Ronde van de Provence.

## Ploegen
- 2023 –  Bingoal WB Development Team
- 2024 –  Bingoal WB
- 2025 –  Wagner Bazin WB

Blouwe · De Meester · De Tier · Desal · Matthys · Meens · Mertens (tot 31/5) · Persico · Peyskens · Portsmouth · Salby · Teugels · Tizza · Van Boven · Van der Beken · Van Rooy · Vandepitte · Vermoote · Villa · Vliegen · Weemaes · Van Petegem (stagiair)